# Petri Sarvamaa
Petri Ilari Sarvamaa (født 15. september 1960) er siden 2012 finsk medlem af Europa-Parlamentet, valgt for Samlingspartiet (Finland) (indgår i parlamentsgruppen Gruppen for Det Europæiske Folkeparti).